# Mont Rainier

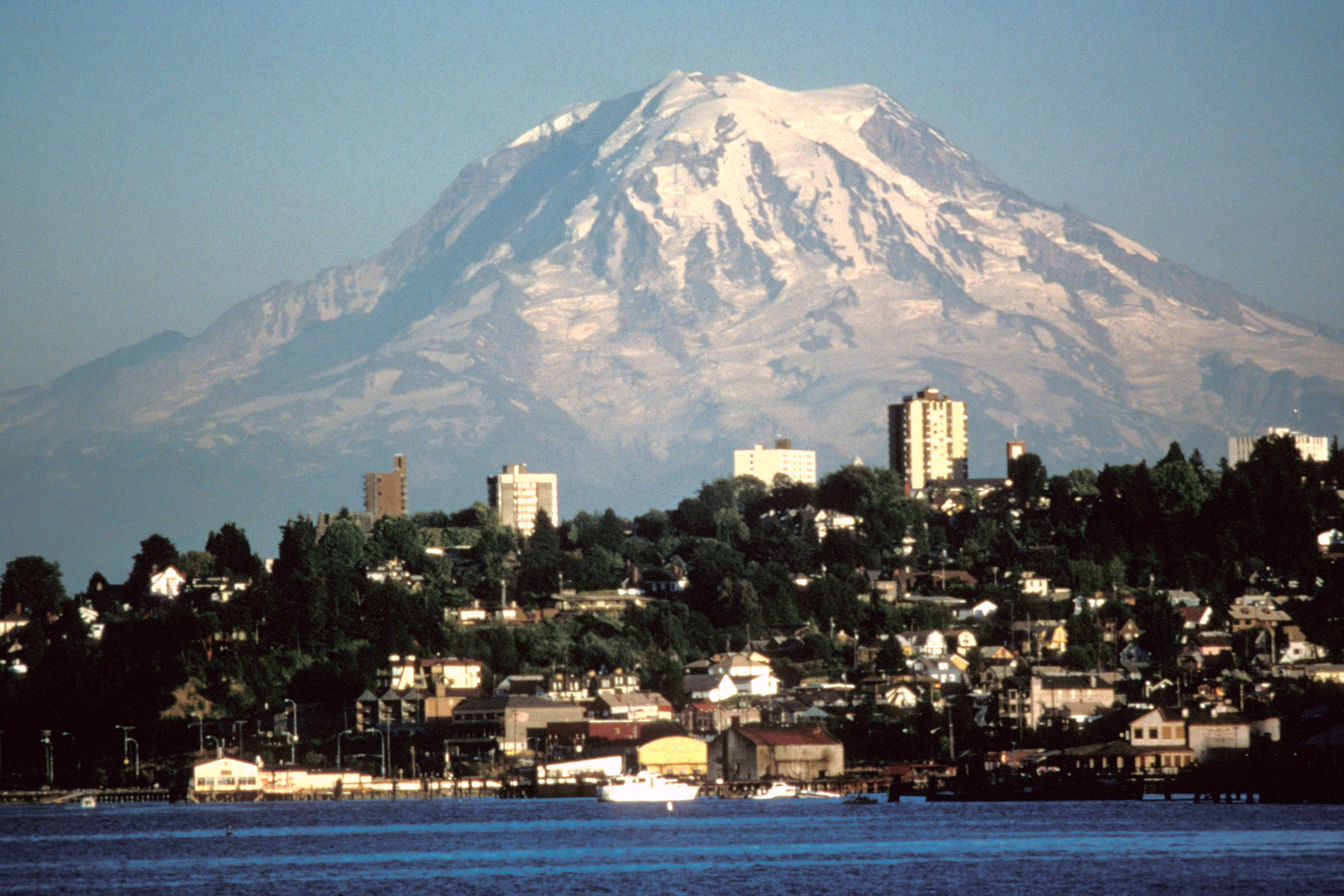
Costat nord-est del Mont Rainier, darrere de la ciutat de Tacoma.

El Mont Rainier (Mount Rainier, conegut pels nadius Puyallup locals amb el nom de Tahoma o Tacoma), és un estratovolcà actiu de la serralada de les Cascades, situat al comtat de Pierce a l'estat de Washington. Es troba a uns 87 quilòmetres al sud-est de la ciutat de Seattle. A causa de la gran quantitat de gel glacial, la muntanya podria produir lahars massius que posarien en perill la totalitat de la vall del riu Puyallup.
Els primers europeus el descobriren durant el viatge d'exploració de George Vancouver el 1792, i rebé el nom d'un amic del mateix George Vancouver, també navegant de la Royal Navy, i de nom Peter Rainier. Es troba al cor del Parc Nacional del Mont Rainier (Mount Rainier National Park), administrat pel National Park Service dels Estats Units, on hi arriben un gran nombre de visitants atrets per la bellesa natural i els paisatges i alguns amb l'esperança d'arribar al cim gelat de la muntanya.

## Topografia i hidrografia
Amb 4.392 metres, el volcà és el punt més alt de la serralada de les Cascades i de l'arc volcànic de les Cascades. La base del volcà cobreix una àrea d'aproximadament 250 quilòmetres quadrats. El volcà i els seus voltants formen part del Parc Nacional del Mont Rainier establert el 1899 que es tracta d'una àrea protegida de 956,60 quilòmetres quadrats.
Cobert per grans glaceres, el Mont Rainier és el pic més alt amb gel i neu perpètua de tots els Estats Units (exceptuant-ne els d'Alaska). El cim està format per dos cràters que produeixen calor, fet que evita que la neu s'acumuli en certs llocs. Els vapors calents tallen galeries en el gel que cobreix la part superior. Malgrat és petit, el llac del cràter, situat al turó de l'oest del cràter, és el més alt a l'Amèrica del Nord. A més de cinquanta metres per sota del gel, és només és accessible a través dels túnels escavats pels vapors calents que venen del cor del volcà.
Les dimensions del Mont Rainier es fan molt visibles a l'àrea de Seattle. Els dies de bon temps, pot veure's també a ciutats com Portland, a altres punts d'Oregon i fins i tot a la ciutat de Victoria, a l'illa de Vancouver, al Canadà. La gent de l'àrea de Seattle l'anomena simplement "the Mountain."
La cima de la muntanya Rainier consisteix en tres pics. El més alt es diu Columbia Crest. El segon s'anomena Point Success (4.315 metres) i el tercer Liberty Cap (4.301 metres). En el flanc oriental de la muntanya hi trobem el més petit Tahoma Peak (3.395 metres). Aquest últim es tracta d'un vestigi de l'erosió de l'antic cim del Mont Rainier, quan aquest era fins i tot encara més alt que l'actual.
Els rius més importants, com ara el Carbon, el Puyallup, el White, el Nisqually i el Cowlitz neixen a les glaceres del Mont Rainier. El riu White, el Carbon, el Puyallup i Nisqually desemboquen a l'Estret Puget (Puget Sound), a prop de Seattle, mentre que el Cowlitz ho fa al riu Colúmbia.